# Givova
Givova è un marchio italiano di abbigliamento sportivo e di accessori per lo sport della società Gianto S.r.l. di Scafati, in Campania.

## Storia
Givova nasce ufficialmente il 22 maggio 2008 su iniziativa dell'imprenditore Giovanni Acanfora, che negli anni novanta è stato cofondatore di Legea.
Fin dal suo lancio, diviene sponsor tecnico di alcuni club e, tra le sue prime forniture, vi sono state quella del Chievo Verona in Serie A e della Salernitana in Serie B nella stagione 2008-09. Altra partnership significativa tra il marchio campano ed una società di calcio è quella con il Catania, avviata nel 2010 quando i rossoazzurri militavano in massima serie, interrotta nel 2015 e ripresa due anni più tardi, nel 2017.
Nel 2018, l'azienda campana è stata fornitrice di abbigliamento sportivo dei concorrenti del reality televisivo Grande Fratello, in onda su Canale 5, ma la partnership viene successivamente interrotta a causa della negativa condotta assunta da alcuni concorrenti. Tuttavia torna come fornitore tecnico per altri programmi Mediaset.
Nel 2019, Givova è unico sponsor tecnico della XXX Universiade svoltasi a Napoli.
Nel 2020, Givova e la Nazionale italiana cantanti donano 30.000 mascherine, fatte produrre dall'azienda campana, agli ospedali Cardarelli di Napoli e Poma di Mantova, particolarmente impegnati nella lotta contro il COVID-19.
Givova a partire dalla stagione sportiva 2023-2024 è sponsor dell'Associazione Italiana Arbitri. Tra le altre realtà sponsorizzate si annoverano il Mantova, la Juve Stabia, Carrarese, la Reggina, la Paganese, il Cordoba, il Messina, la Cavese e altri club di basket, volley e rugby.

## Informazioni e dati
La Gianto S.r.l. è un'azienda con sede a Scafati, in provincia di Salerno, che opera nella distribuzione commerciale di abbigliamento sportivo, materiale tecnico per calcio, pallacanestro, pallavolo, atletica leggera, corsa, nuoto,  attrezzature sportive tra cui borse, scarpe, palloni e accessori vari, e articoli per il tempo libero, con il marchio Givova, prodotti su commissione in Estremo Oriente. La distribuzione dei prodotti avviene in tutti i paesi d'Europa e in altri 43 paesi nel resto del mondo.  I cataloghi sono reperibili sul sito ufficiale sia in italiano, che in inglese, francese, spagnolo e tedesco.
Nel 2019, l'azienda campana contava 65 dipendenti, realizzava un fatturato di 28,6 milioni di euro, e un utile netto di 1,8 milioni. A Scafati dispone di una piattaforma logistica di 40.000 m².
Importante è anche l'attività nel franchising, avviato nel 2011, che consta di una rete di 79 negozi monomarca, di cui 61 in Italia.